# 19 ب (فلم)
19 ب هو فيلمٌ مصريٌ أُنتج عام 2023.

## قصة الفيلم
حارس عجوز يعيش في فيلا قديمة منذ الستينيات، ويعتبرها كأنه منزله. لكنه يصبح مهدداً بعد أن قام شاب بزيارة منزله، مما يجعله يسعى لمواجهة مخاوفه.

## إنتاج الفيلم
أبطال الفيلم الرئيسيين هم سيد رجب، وناهد السباعي، وأحمد خالد صالح، وشارك معهم أيضاً فدوى عابد، ومجدي عطوان، وماهر خميس.
عُرض الفيلم لأول مرة في الدورة الرابعة والأربعون من مهرجان القاهرة السينمائي الدولي، ومثل مصر في المسابقة الرسمية للمهرجان، وحصل الفيلم على أكثر من جائزة، حيث حصد المنتج محمد حفظي جائزة أفضل فيلم عربي وقيمتها 10 آلاف دولار، وأيضًا حاز الفيلم على جائزة لجنة الاتحاد الدولي للنقاد السينمائيين، وحصد مدير التصوير مصطفى الكاشف على جائزة هنري بركات لأحسن إسهام فني.

## فريق العمل
- سيد رجب: حارس العقار
- أحمد خالد صالح: نصر - السايس
- ناهد السباعي: يارا - إبنة الحارس
- فدوى عابد: الدكتورة
- مجدي عطوان: سكر - حارس العقار المجاور
- كلبالا: موظف الحي
- هند متولي: مساعدة المحامي
- صبري عبد المنعم: عادل دوس - المحامي
- منحة البطراوي: جدة الدكتورة